# Dalila Mello
Dalila Bulcão Mello, née le 17 mai 1970 à Curitiba, dans l'État du Paraná au Brésil, est une joueuse brésilienne de basket-ball. Elle évolue durant sa carrière au poste de pivot.

## Palmarès
- Championne du monde 1994